# Francisco Lecocq
Francisco Lecocq (1790 - Montevideo, 25 de enero de 1882) fue un empresario y político uruguayo.

## Biografía
Educado en Inglaterra, adquirió allí un notable sentido empresarial. En su estancia de la barra del río Santa Lucía, actual parque que lleva su nombre, hizo experimentos sobre vinicultura y arboricultura; importó plantas especiales y animales de raza; ensayó el cultivo del gusano de seda, primer ensayo integral luego del ensayo de Dámaso Antonio Larrañaga.
Junto a Federico Nin Reyes y al francés Carlos Tellier son los inventores del procedimiento para la conservación y el transporte de la carne fresca por el frío, correspondiéndole a él encargarse del primer ensayo sobre la materia. Dicho ensayo, efectuado a bordo del vapor inglés The City of Rio de Janeiro, en 1868, si bien frustrado en su objetivo circunstancial, probó la viabilidad de la experiencia frigorífica llevado a cabo por la asociación Tellier-Lecocq.
Fue Defensor de Menores y esclavos del Gobierno del Cerrito, designado por Manuel Oribe en 1844, Jefe Político y de Policía de Montevideo del 25 de octubre de 1855 al 21 de enero de 1856; Ministro de Hacienda durante la administración de Gabriel Pereira. Será integrante de una efímera Junta de Gobierno que formaría Timoteo Aparicio tras la toma de la Fortaleza del Cerro, el 29 de noviembre de 1870, en el transcurso de la Revolución de las Lanzas. Senador por San José en 1879, fue vicepresidente de la cámara alta ese año y al siguiente, presidente de la misma.
Fue miembro de la Masonería y era hijo del Brigadier de los ejércitos españoles, ingeniero Bernardo Lecocq (1734-1820).